# آراکس (هفته‌نامه)
آراکس (ارمنی: Արաքս) یک نشریه به زبان ارمنی است که به‌طور هفتگی در تهران، پایتخت ایران منتشر می‌شود. این مجله مقالاتی به زبان‌های فارسی و ارمنی دارد.